# Трофей элиты WTA 2016
Трофей элиты WTA 2016 (англ. 2016 WTA Elite Trophy) — второй по значимости после Финала тура WTA итоговый турнир, завершающий сезон WTA. В 2016 году турнир состоялся второй розыгрыш турнира. Соревнование проводится поздней осенью — в этом году с 1 по 6 ноября в Чжухае, Китай.

## Квалификация
Квалификация на этот турнир происходит по итогам чемпионской гонки WTA. В турнире принимают участие лучшие теннисистки по рейтингу, следующие после участниц и запасных Финала тура WTA и теннисистки, получающие специальное приглашение.

### Одиночный турнир
| Рейтинг Чемпионской гонки 2016 года. | Рейтинг Чемпионской гонки 2016 года. | Рейтинг Чемпионской гонки 2016 года. | Рейтинг Чемпионской гонки 2016 года. | Рейтинг Чемпионской гонки 2016 года. |
| Посев                                | Рейтинг                              | Теннисистка                          | Очки                                 | Турниры                              |
| ------------------------------------ | ------------------------------------ | ------------------------------------ | ------------------------------------ | ------------------------------------ |
| 1                                    | 10                                   | Йоханна Конта                        | 3 455                                | 22                                   |
| 2                                    | 11                                   | Карла Суарес Наварро                 | 3 170                                | 22                                   |
| 3                                    | 13                                   | Петра Квитова                        | 2 840                                | 20                                   |
| 4                                    | 14                                   | Элина Свитолина                      | 2 456                                | 21                                   |
| 5                                    | 17                                   | Роберта Винчи                        | 2 190                                | 22                                   |
| 6                                    | 18                                   | Тимея Бачински                       | 2 188                                | 19                                   |
| 7                                    | 19                                   | Елена Веснина                        | 2 094                                | 19                                   |
| 8                                    | 20                                   | Саманта Стосур                       | 2 090                                | 20                                   |
| 9                                    | 21                                   | Барбора Стрыцова                     | 2 070                                | 21                                   |
| 10                                   | 22                                   | Кики Бертенс                         | 1 912                                | 21                                   |
| 11                                   | 23                                   | Каролин Гарсия                       | 1 725                                | 26                                   |
| 12/WC                                | 26                                   | Чжан Шуай                            | 1 585                                | 21                                   |
| Замена                               | 25                                   | Тимея Бабош                          | 1 635                                | 25                                   |

Тимея Бабош заменила Карлу Суарес Наварро.

### Парный турнир
| 1     | Андрея Клепач Аранча Парра Сантонха |
| 2     | Ипек Сойлу Сюй Ифань                |
| 3     | Анастасия Родионова Ольга Савчук    |
| 4     | Оксана Калашникова Татьяна Мария    |
| 5//WC | Ван Яфань Лян Чэнь                  |
| 6/WC  | Ю Сяоди Ян Чжаосюань                |

## Соревнования

### Одиночные соревнования
Петра Квитова обыграла  Элину Свитолину со счётом 6-4, 6-2.
- Квитова выигрывает 2-й одиночный титул в сезоне и 19-й за карьеру в туре ассоциации.
- Свитолина сыграла 3-й одиночный финал в сезоне и 6-й за карьеру в туре ассоциации.

### Парные соревнования
Ипек Сойлу /  Сюй Ифань обыграли  Ю Сяоди /  Ян Чжаосюань со счётом 6-4, 3-6, [10-7].
- Сойлу выигрывает 3-й парный титул в сезоне и за карьеру в туре ассоциации.
- Сюй выигрывает 1-й парный титул в сезоне и 4-й за карьеру в туре ассоциации.